# 格拉茨附近内施特尔巴赫
格拉茨附近内施特尔巴赫是奥地利施蒂利亚州格拉茨城郊县的一个市镇。总面积8.71平方公里，总人口1077人，人口密度123.7人/平方公里（2005年）。